# 熟メン!野村啓司です
『熟メン!野村啓司です』（じゅくメン のむらけいじです）は、ラジオ大阪（OBC）で2015年3月30日から2019年3月28日まで毎週月曜日 - 木曜日（2018年3月28日までは水曜日）の18:00 - 19:45（JST）に放送していた生ワイド番組。毎日放送出身のフリーアナウンサー・野村啓司の冠番組で、同局以外では初めてのレギュラー番組でもあった。

## 概要
2013年9月30日から毎週月 - 木曜日の夕方に放送されてきた『スパメン!』のうち、木曜日以外の放送枠を継承。「大人のための宵の口のワクワクドキドキプログラム!」と銘打って、野村が造詣の深い演歌・歌謡曲の話題を中心に、夕方の時間を彩る。当番組の放送開始を機に、『スパメン!』は放送時間を短縮したうえで、木曜日のみ放送を継続していた。
2015年9月14日には、「ハッピーエイジング&ソナエ博2015秋」（産経新聞主催・OBC後援のイベント）の一環として、当番組初の公開録音をスイスホテル南海大阪で実施。同月18日（金曜日）の18:30  - 19:00に、『熟メン!野村啓司ですスペシャル』として放送した。さらに、野村が風景写真の撮影を趣味にしていることから、リスナーとの交流を兼ねた予約制の無料撮影会や、風景写真の撮影を兼ねた有料のバスツアーを年に数回開催している。
なお、2015年度以降の下半期（9月最終週 - 翌年3月下旬）には、『ココロのオンガク 〜music for you〜』（文化放送制作・NRN全国ネット番組）の月 - 水曜放送分を18時台の後半に内包。その関係で、内包期間中にはOBC制作のパートを短縮している。
『スパメン!』が2018年3月29日（木曜日）放送分で完全に終了することに伴って、翌週（4月5日）からは木曜日にも放送。当番組の放送を開始する前の『スパメン!』と同じ編成へ移行するほか、番組開始以来全曜日でアシスタントを務めてきた小川恵理子（松竹芸能所属のタレント）の出演曜日を月・火曜日に短縮する一方で、水・木曜日のアシスタントに野上マヤ（MC企画所属のタレント）を起用した。その一方で、小川は同月24日（火曜日）放送分を最後に、アシスタントを勇退。4月30日（月曜日）からは、永倉由季（MC企画所属のタレント）が月・火曜日のアシスタントを務めていた。
なお、永倉は2018年12月25日（火曜日）放送分でアシスタントを降板。2019年の初回放送（1月1日）からは、永倉と同じMC企画所属の建川文女（たてかわ　あやめ）が、月・火曜日のアシスタントを引き継いでいた。しかし、同年3月28日（木曜日）放送分で終了。翌週（4月1日）からは、当番組の放送枠に『hanashikaの時間。』（落語家が日替わりでパーソナリティを務める生ワイド番組）を編成する。

## 出演者

### 番組終了時点（2019年1月以降）
- 野村啓司（パーソナリティ）
  - 元・毎日放送アナウンサー　→　専属パーソナリティで、2005年4月から10年間にわたって、『ノムラでノムラだ♪』シリーズ（MBSラジオ平日夕方の生ワイド番組）のメインパーソナリティを担当。同番組の終了（2015年3月26日）から3日後に、当番組のパーソナリティへ転じた。
  - 2016年8月17日（水曜日）放送分では、夏休みのため、元・和歌山放送アナウンサーの小林睦郎がパーソナリティ代理を務めた。
- 建川文女（月・火曜アシスタント、2019年1月1日 -　3月26日）
- 野上マヤ（水・木曜アシスタント、2018年4月4日 - 2019年3月28日）

公式サイトでの紹介文や、番組内で流れるジングルの一部では、（放送開始時点で66歳の）野村を「熟メン」、アシスタントを「熟ジョ」と称していた。

### 過去
- 小川恵理子（月 - 水曜 → 月・火曜アシスタント、2015年3月30日 - 2018年4月24日）
  - 当番組の開始前から、『桑原征平粋も甘いも』（『粋甘』という略称で知られるABCラジオ平日午後の生ワイド番組）水曜日や『ドクター西川潔の幸せクリニック』（OBCの期間限定・事前収録番組）のアシスタントを担当中。オーディションを経て、当番組のアシスタントに起用された[4]。そのため、2018年3月28日までの水曜日には、『粋甘』に続いて当番組へ生出演。放送時期によっては、当番組の後枠に『幸せクリニック』が編成されることもある[5]。
  - 木曜日にも放送する同年の4月改編から、出演曜日を月・火曜日に変更したが、同月24日（火曜日）放送分で勇退した。なお、当番組の終了を機に放送される『hanashikaの時間。』でも、桂小春団治がパーソナリティを務める火曜日でアシスタントを担当する。
  - 2016年2月29日（月曜日）・3月1日（火曜日）放送分では、インフルエンザへの罹患で出演を見合わせたため、自身と同じく松竹芸能に所属する高橋知裕（29日）・藤井日菜子（1日）がアシスタント代理を務めた。
- 永倉由季（月・火曜アシスタント、2018年4月30日 - 12月25日）

## タイムテーブル
公式サイト内の「コーナー紹介」などを参照。放送中には、リスナーからのメッセージや、放送して欲しい演歌・歌謡曲のリクエストも随時受け付けていた。

2018年度（2018年3月26日以降）の放送内容を基準に記述。生放送番組のため、時刻は目安。
- 18:00 オープニング
- 18:10 ラジオ大阪交通情報
- 18:15 インフォマーシャル（ラジオショッピングなど）
- 18:25  リスナー向けの日替わりクイズコーナー（19:05頃に正解を発表）
  - 月曜日： 「だったらその歌当てましょう」 
    - 2016年度の下半期から放送。野村の好きな演歌・歌謡曲から毎回1曲を選んだうえで、歌手名・曲名を伏せたまま、野村がその曲にまつわるエピソード・薀蓄・含蓄をひとしきり語った。最後に、その曲の一節を早回し形式でほんの一瞬流したうえで、歌手名と曲名を問うクイズをリスナーに向けて出題。「ココロのオンガク」を直後に内包する下半期には、同番組の放送終了時間（19:00）まで、電子メールとFAXで回答を受け付けていた。
    - 19:05頃に、正解の発表を兼ねて、出題曲を放送。正解者から毎日抽選で1名に、3,000円分のクオカードを進呈した。当選者はエンディングで発表。ただし、歌手名・曲名のいずれか一方だけを的中させただけでは、「正解」とみなされなかった。
    - 2017年度の上半期までは、月 - 水曜日の共通企画として放送。月曜放送分のみ、放送後にラジオ大阪ポッドキャストサイト（2017年4月以降はラジオ大阪YouTubeチャンネル）から音源を配信していた。2017年度の下半期からは、放送日を月曜日に限定。

  - 火曜日：「だったらその人当てましょう カバー名曲アワー」 (2018年度の上半期から放送）
    - 演歌・歌謡曲系の名曲からカバーソングを毎日1曲流したうえで、（原曲ではなく）カバーソングの歌手名をリスナーに当てさせる。さらに、正解者から毎日抽選で1名に、3,000円分のクオカードを進呈した。
    - 「OBCハッピーウィーク」期間中の2015年6月8日（月曜日） - 10日（水曜日）限定で放送していたリスナー向けのクイズ企画「カバー名曲アワー　ご当地ソング編」[6]を、同年9月28日放送分から「カバー名曲アワー」に改題したうえでレギュラー化。レギュラー化以降は、「ココロのオンガク」の放送中に、リスナーから電子メールとFAXで解答を募集。同番組が終了する19:00に受付を終了したうえで、19:20頃から正解と当選者を発表していた。同番組を内包しなかった2016年度上半期の放送でも、このパターンを継承していた。
    - 野村もアシスタントも、スタッフから正解を知らされていない状態で出題することが特徴。小川の出演日には、野村ほど歌謡曲や演歌に詳しくない小川が、出題する曲を放送中に正解の歌手に気付いた場合にのみ、番組スタッフの判断でヒントを出さないようにしていた。
    - 2016年度下半期からは、「OBCハッピーウィーク」中に限って、全曜日19時台の共通企画として放送。2017年度下半期からは、「だったらその人当てましょう カバー名曲アワー」として、火曜日限定でレギュラー放送を再開した。

  - 水曜日：「だったら聴いてよこの話」
    - 演歌・歌謡曲のエピソードにまつわるクイズで、2017年度の下半期から放送。本番終了後に、放送済みの音源を、YouTubeのラジオ大阪公式チャンネルから配信していた。

  - 木曜日：「だったらその歌当てましょう」と「だったらその人当てましょう」を隔週交代で放送（2018年度の上半期から）
  - 2015年度・2016年度の上半期には、この時間帯をフリーゾーンに設定。野村・小川によるフリートーク、リクエスト曲の放送、インフォマーシャルなどに充てていた。2015年度の下半期には、18:30から「ココロのオンガク」を内包。
- 18:45
  - 上半期：フリーゾーン
  - 下半期： 「ココロのオンガク 〜music for you〜」（文化放送制作）
    - 30分番組として放送されていた2015年度には、18:30 - 19:00に内包。放送を終えた後には、野村による「マイクが弁天町（OBCのスタジオ）に戻ってきました」という口上を合図に、同局からの生放送を再開していた。
- 19:00　フリーゾーン（番組からの推薦曲を1曲放送）
- 19:05　日替わりクイズ（前述）の正解発表
- 19:10　インフォマーシャル
- 19:20　ゲストコーナー
  - 演歌・歌謡曲系の歌手・作詞家・作曲家から1組をゲストに招いたうえで、新曲の紹介や近況報告などを兼ねて、野村やアシスタントとフリートークを展開する[7]。過去に出演したゲストは、公式ブログ内の「本日のお客様」を参照。放送日によっては、野村と親交の深い実業家やお笑い芸人がゲストで登場する場合や、ゲストを招かない場合があった。
- 19:40 エンディング
  - アシスタントが翌日の大阪の天気予報を伝えたうえで、「明日も（水曜日の場合には『来週も』）聞いてね」という言葉で生放送を締めくくっていた。

### 過去に放送されたコーナー・日替わり企画
以下は、番組開始から2016年度の上半期まで、19時台の前半に放送されていた日替わり企画。
- 「あなたならどうする」（月曜日・水曜日）
  - 新聞の小さな記事・投稿欄、週刊誌の記事、放送日直近に報じられた話題などを基に、人生の節目や岐路や喜怒哀楽について野村ならではの解答を見付けるとともに、リスナーに問い掛けるコーナー。オープニングにはいしだあゆみが歌った同名のヒット曲のサビ部分、エンディングには当日のテーマにちなんだ演歌・歌謡曲を1曲流す。番組開始から2015年9月23日までは、全曜日の共通企画として「カバー名曲アワー」の時間帯に放送していた。
- 「だったらその歌聞かせてよ」（火曜日）
  - 野村にとって思い入れの深い演歌・歌謡曲の中から、毎回1曲を選んだうえで放送。野村は、その曲を流す前に、曲や歌手にまつわるエピソード・蘊蓄・含蓄などを時間の許せる限り語る。
  - 当コーナーのみ、放送後にポッドキャスト形式で音源を配信。番組開始から2015年9月23日までは、全曜日の共通企画として放送されていたため、配信の対象を月曜日の放送済み音源に限っていた。